# Competència informacional
La competència informacional és l'habilitat que ajuda a l'individu en la recerca de la informació. Aquestes competències facilitaran a l'usuari la localització, avaluació i l'ús de manera eficaç de la informació. Es comença parlar de competències informacionals a partir dels anys 80, quan Thomas D. Wilson introdueix el concepte de information seeking behaviour (1981), estudi que dona pas al procés de recerca de la informació. Més endavant, va ajudar a Dervin (1983) va ser d'utilitat per tal de conduir la informació i el seu ús a la bretxa informacional que comportà la metàfora de la teoria del sensemaking. Des de llavors, les competències informacionals han estat presents en l'estudi del comportament informacional en totes aquelles teories desenvolupades amb posterioritat. Avui dia, es tenen més en compte degut al boom informacional que comporta internet i la informació digital amb la que l'individu es troba diàriament; ja que, l'accés a qualsevol tipus d'informació que tenim cada dia és tan ampla que s'han d'assolir unes competències informacionals per arribar a la finalitat desitjada. Jesús Lau (2006) proposa aquesta llista de competències informacionals:
1. Entendre la informació. Comprendre l'estructura del coneixement i la informació
2. Identificar la necessitat. Determinar la naturalesa de la seva necessitat informativa
3. Localitzar. Plantejar estratègies efectives per a buscar i trobar informació
4. Recuperar. Recuperar informació eficientment
5. Avaluar. Analitzar i avaluar informació
6. Utilitzar. Integrar, sintetitzar i usar la informació
7. Comunicar. Comunicar adequadament els resultats del seu treball
8. Ètica. Respectar la propietat intel·lectual i els drets d'autor